# Алимена
Алимена (итал. Alimena) је насеље у Италији у округу Палермо, региону Сицилија.
Према процени из 2011. у насељу је живело 2100 становника. Насеље се налази на надморској висини од 752 м.

## Становништво
Према резултатима пописа становништва 2011. у општини је живело 2.152 становника.
| 1931. | 1936. | 1951. | 1961. | 1971. | 1981. | 1991. | 2001. | 2011. |
| ----- | ----- | ----- | ----- | ----- | ----- | ----- | ----- | ----- |
| 4.761 | 5.083 | 5.481 | 5.059 | 3.648 | 3.615 | 3.057 | 2.494 | 2.152 |